# Estetyka relacyjna
Estetyka relacyjna – teoria estetyczna zakładająca ocenę dzieła sztuki pod względem relacji międzyludzkich, które ono obrazuje, wytwarza lub podtrzymuje. Takie dzieła sztuki wytwarzane są przez sztukę relacyjną, czyli zespół praktyk estetycznych, które za teoretyczny i praktyczny punkt wyjścia przyjmują raczej stosunki międzyludzkie i ich społeczny kontekst niż autonomiczną i prywatną przestrzeń. Autorem tej koncepcji jest Nicolas Bourriaud, który w latach 90. opublikowawszy zbiór esejów szukających cech wspólnych dla pokolenia artystów wyłaniających się w owej dekadzie, następnie zebrał je w książce pt. Estetyka relacyjna. Książka ukazała się we Francji w 1998 roku.
Estetyka relacyjna w Polsce
W Polsce estetyka relacyjna stała się popularna szczególnie po 2012 roku, gdy Muzeum Sztuki Współczesnej w Krakowie wydało polskie tłumaczenie książki Estetyki relacyjnej. Wśród polskich artystów na swoje inspiracja estetyką relacyjną wskazywali np. Joanna Pawlik lub Łukasz Surowiec. Zainteresowanie tą koncepcją obecne było również w środowisku akademickim, jednak ze względu na opóźniony odbiór książki Bourriauda w stosunku do krajów zachodnich, dyskusje wokół estetyki relacyjnej raczej powielały powielały argumenty, które zdążyły pojawić się już w międzynarodowych debatach.